# PragVEC
PragVec war eine kurzlebige Post-Punk Band, welche 1978 in London gegründet wurde.

## Geschichte
1978 wurde die PragVEC von den beiden ehemaligen Mitgliedern der Band Derelicts Susan Gogan und John Studholme gegründet. Gleichzeitig wurde das Label Spec-Records ins Leben gerufen. Noch im selben Jahr veröffentlichte die Band, damals noch als Duett, ihre EP Wolf, welche ihren bekanntesten Song Cigarettes beinhaltet. Später kamen David Boyd und Nick Cash hinzu und die Single Expert wurde eingespielt und auf dem Markt gebracht. Für das Debütalbum suchte PragVec noch weitere Musiker, um anspruchsvoller zu produzieren. So kam J. G. Thirlwell zur Band hinzu und die beiden Saxophonspieler Art Moran und John Glyn gastierten auf einigen Stücken.
Später wurde die Band hin und wieder im britischen Radio von John Peel gespielt und damit wurde die Band auch außerhalb der Szene bekannt. Die letzte Veröffentlichung stellte ein Album dar. Aufgrund Differenzen zwischen den Bandmitgliedern fand von der geplanten Tour durch England nur ein einziges Konzert in Liverpool statt. Thirlwell verließ die Band, um auf Solopfaden weiterzumachen und Cash schloss sich der Band Fad Gadget an. Anfang 1981 erfolgte die Auflösung von PragVEC.
John Studholme starb 2005 nach langer Erkrankung, zuvor plante er, die gesamten Songs neu zu überarbeiten und mit Mute Records zu veröffentlichen, was allerdings nie realisiert werden konnte.

## Diskografie
- 1978: Wolf (12" EP)
- 1979: Expert (7" Single)
- 1979: pragVEC (12" Album)
- 1980: Spec Recors Presents No Cowboys (12" Album)